# Майн-Гілл-Тауншип (Нью-Джерсі)
Майн-Гілл Тауншип (англ. Mine Hill Township) — селище (англ. township) в США, в окрузі Морріс штату Нью-Джерсі. Населення — 4015 осіб (2020).

## Демографія
Згідно з переписом 2010 року, у селищі мешкала 3651 особа в 1329 домогосподарствах у складі 977 родин. Було 1380 помешкань
Расовий склад населення:
| - 80,7 % — білих - 5,0 % — азіатів - 4,6 % — чорних або афроамериканців - 0,4 % — корінних американців - 5,8 % — осіб інших рас |

До двох чи більше рас належало 3,5 %. Частка іспаномовних становила 23,0 % від усіх жителів.
За віковим діапазоном населення розподілялося таким чином: 22,6 % — особи молодші 18 років, 65,2 % — особи у віці 18—64 років, 12,2 % — особи у віці 65 років та старші. Медіана віку мешканця становила 40,3 року. На 100 осіб жіночої статі у селищі припадало 97,0 чоловіків;  на 100 жінок у віці від 18 років та старших — 96,2 чоловіків також старших 18 років.
Середній дохід на одне домашнє господарство  становив 93 104 долари США (медіана — 95 000), а середній дохід на одну сім'ю — 102 499 доларів (медіана — 103 281). За межею бідності перебувало 5,0 % осіб, у тому числі 4,1 % дітей у віці до 18 років та 2,7 % осіб у віці 65 років та старших.
Цивільне працевлаштоване населення становило 1713 особи. Основні галузі зайнятості: освіта, охорона здоров'я та соціальна допомога — 21,7 %, науковці, спеціалісти, менеджери — 20,0 %, виробництво — 15,7 %.